# Animal Crossing: City Folk
Animal Crossing: City Folk, випущена як Animal Crossing: Let's Go to the City на територіях PAL, — це відеогра у жанрі соціальної гри-симулятора 2008 року, розроблена й опублікована Nintendo для консолі Wii, і третя гра в серії Animal Crossing. Це також одна з перших ігор, яка була перевидана як частина колекції Nintendo Selects у 2011 році.
У City Folk персонаж гравця живе в сільській місцевості, населеній антропоморфними тваринами, беручи участь у різноманітних заходах, таких як збирання та садіння рослин. Подібно до інших ігор із серії Animal Crossing, гра синхронізується з системним годинником і календарем Wii, що дозволяє грати в гру в режимі реального часу та впливає на виникнення подій у грі на основі поточного часу доби чи сезону. City Folk використовує підключення Nintendo Wi-Fi, що дозволяє гравцям відвідувати села один одного через онлайн-гру. Ця гра є першою грою для Wii, яка сумісна з аксесуаром Wii Speak, який дозволяє голосовий чат.
City Folk було офіційно анонсовано на E3 2008 і випущено пізніше того ж року. Після випуску вона отримала загалом змішані відгуки, критики назвали гру надто схожою на попередні назви Animal Crossing. City Folk — одна з найбільш продаваних ігор на Wii з 3,38 мільйонами проданих копій по всьому світу.

## Геймплей

Будинок гравця на Різдво.

Геймплей Animal Crossing: City Folk побудований на ігровому процесі попередніх ігор Animal Crossing. Покажчик Wii Remote і елементи керування рухами (включаючи Nunchuk) можна використовувати для роботи з інструментами, такими як сокири, лійки, рогатки, вудки, лопати та сітки для лову жуків. Гравці живуть в окремих будинках, розташованих окремо один від одного (на відміну від Animal Crossing для GameCube, де всі чотири будинки розташовані на центральній площі). Кожне місто починається з шести мешканців тварин і може зрости до десяти (порівняно з п'ятнадцятьма в оригіналі та вісьмома в Wild World). У попередніх ітераціях Animal Crossing спеціальний одяг включає одне зображення, яке повторюється спереду, ззаду та на рукавах; у City Folk гравець може створювати окремі зображення для кожного, що називається «Професійним» дизайном.
Гравець зможе святкувати з плином часу кілька реальних свят, таких як Святвечір, Різдво, День подяки, Великдень, День батька, День матері та Хелловін, хоча в самій грі вони називаються по-різному. Повертаються святкові персонажі з попередніх ігор, а також нові доповнення, такі як Пасхальний заєць на ім'я Зіппер Т., Павé (павич, який святкує «Festivale») і Нат (хамелеон, який проводить «Bug-Off», змагання з лову жуків).
Гравці використовують у грі валюту, відому як «дзвіночки». Вони можуть придбати дзвіночки, продавши різні предмети Тому Нуку, власнику місцевого магазину, такі речі, як риба, жуки, фрукти або майже все, що вони можуть мати при собі. Гравці можуть зберігати свої дзвіночки на власному ощадному рахунку в «Bank of Nintendo». Вони можуть вносити або знімати дзвіночки в банкоматі, розташованому в ратуші, відомому як «автоматичний дозатор дзвонів» (ABD). У європейській версії гри банкомат називається Bellpoint.
Гравці мають власний будинок у грі, який надає та фінансує Том Нук. Нук дозволяє гравцеві оплачувати свій будинок з часом, а не відразу. Вони можуть піти до машини ABD, щоб погасити частину цього боргу, коли захочуть. Коли гравець сплачує певну суму, його будинок покращується, додається нова історія або збільшується перший рівень будинку. Гравці можуть прикрасити цей будинок як завгодно. HHA (Happy Home Academy) у місті оцінює їхню кімнату та вибере кімнату для демонстрації. Гравці купують меблі у Тома Нука, у Редда в місті або в інших тварин у своєму місті. Гравці можуть використовувати феншуй, щоб заробити більше балів, а також покращити свою удачу в щоденних справах, наприклад, частіше ловити рідкісну рибу чи жуків.
У хобі можуть брати участь як гравці, так і тварини. До них належать риболовля, лов жуків, пошук скам'янілостей і садівництво. Є велика різноманітність жуків і риб, яких можна зловити, продати або подарувати музею. Також є великий вибір дерев і квітів для посадки. По всьому селу можна знайти багато скам'янілостей. Гравець може час від часу брати участь у Bug-Off або Рибальських турнірах.
Місто — це нова територія, додана в гру. Гравець може поїхати туди, сідаючи з міста на автобус, яким керує Кеппн, і опинившись у місті, гравці можуть купити одяг, зробити собі зачіску, піти в театр, зробити ставку на меблі та багато іншого. Особливі персонажі часто з'являються в місті; до цих персонажів належать Фінеас (який роздає призи) і Кікс (який начищає взуття).

### Підключення онлайн

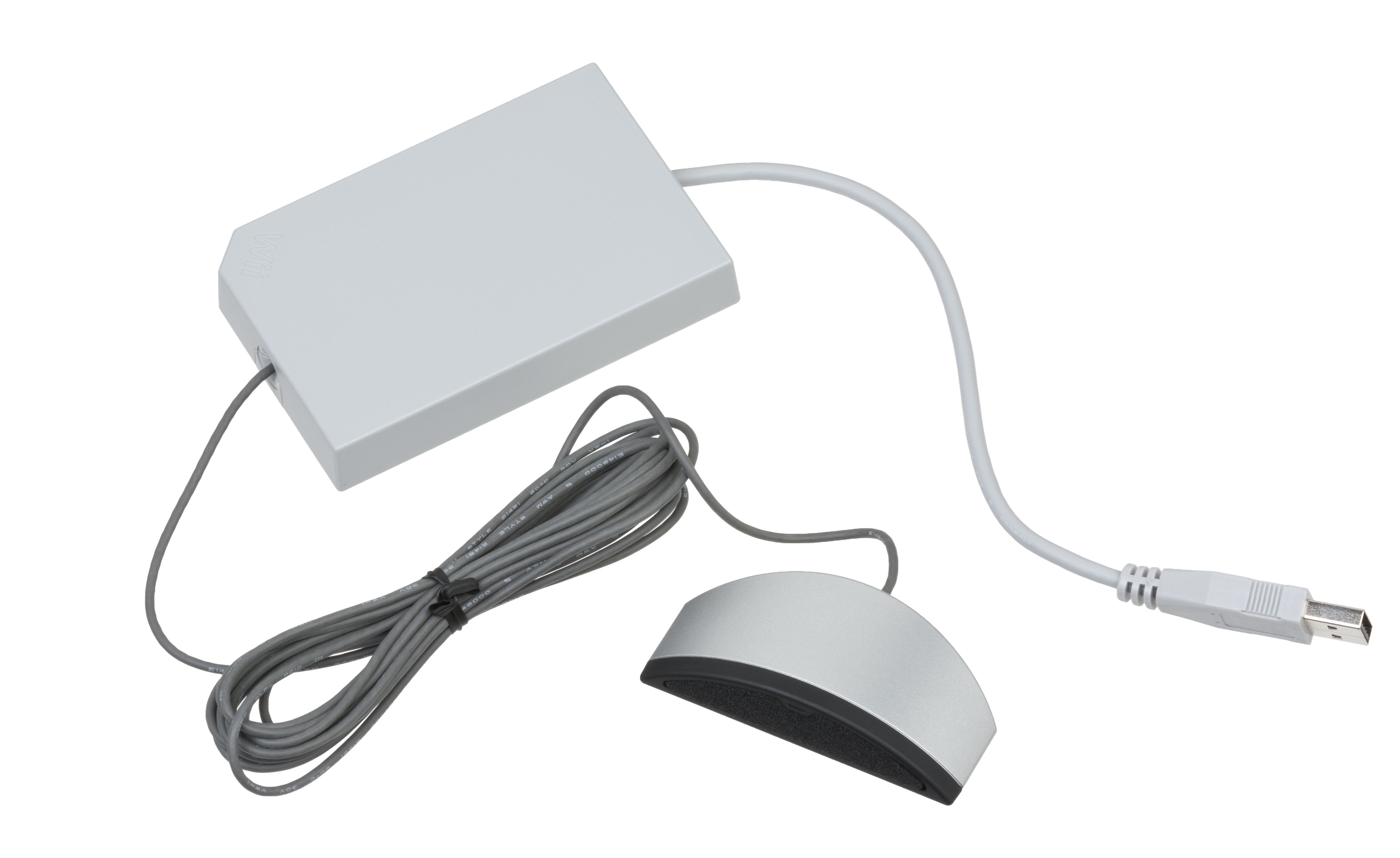
Ця гра є однією з перших ігор Wii, яка використовує аксесуар Wii Speak.

Animal Crossing: City Folk — це перша гра Wii, яка використовує Wii Speak, нову опцію мікрофона для Wii, яка забезпечує голосовий зв'язок через Nintendo Wi-Fi Connection (WFC). За допомогою Wii Speak усі люди в кімнаті можуть спілкуватися з людьми в іншій кімнаті, де також є пристрій, а також можуть спілкуватися в текстовому чаті за допомогою USB-клавіатури. Гравці можуть спілкуватися з іншими гравцями, надсилаючи повідомлення у своє місто, дошку оголошень Wii, мобільний телефон або персональний комп'ютер.
Аукціонний дім, яким керує «Гіроїд» Ллойд, доступний у місті, де гравці можуть продавати речі іншим гравцям через Nintendo WFC. Також є офіс Happy Room Academy (HRA), якою керує Лайл, де гравці можуть бачити, як розвиваються міста інших гравців.
Станом на травень 2014 року Nintendo Wi-Fi Connection було припинено, що унеможливило підключення онлайн без використання стороннього процесу Homebrew.
Гра підтримує функцію підключення Nintendo DS. Замість створення нового персонажа гравці можуть імпортувати персонажів із Wild World. Імпортується лише обличчя персонажа, волосся (включаючи колір і стиль) і каталог (предмети, які можна придбати у Тома Нука); дзвіночки та предмети, що належать персонажу (включаючи предмети в інвентарі персонажа, будинку, місті чи комодах), не передаються. Дані в Wild World не змінюються, коли персонаж копіюється в City Folk, тож таким персонажем можна продовжувати грати й на DS. Предмети з каталогу персонажа можна викупити за дзвіночки у City Folk.
Крім того, Nintendo DS можна використовувати для переміщення персонажів між консолями Wii, як засіб відвідування міст інших гравців через DS Download Play.

#### Вміст для завантаження
Використовуючи WiiConnect24, Nintendo періодично розсилала онлайн-гравцям вміст для завантаження. Вони варіювалися від предметів для святкування певних свят або для відзначення випуску нових ігор. Першим предметом, випущеним Nintendo, був «Червоний капелюх Пікмін». Інші предмети, які надаються гравцям, включають «зачіску до Дня дівчини» та «Топ», капелюх до Дня Святого Патріка, стілець DSi (білий для ЄС; чорний або рожевий для США), сумку з дзвіночками до Дня податків та модель автобуса до Дня Вчителя. Після початку літа 2009 року в Північній Америці Nintendo надіслала гравцям капелюх для хот-догів, модель Dolphin від Pikmin, драбини, підлогу з класиків, комод у формі GameCube, купу листя, передвиборчий плакат, річний торт і шафка для Wii.
Хоча ці елементи більше не доступні офіційно, їх все ще можна замовити з каталогу Тома Нука, якщо вони були завантажені гравцем, коли вони були доступні.

## Розробка
Гру було анонсовано, як гру для Wii, яка рекламує функцію консолі під назвою WiiConnect24. В інтерв'ю 2006 року Кацуя Егучі, керівник розробки виробництва Animal Crossing заявив: «хтось може надіслати лист зі свого мобільного телефону чи електронної адреси на комп'ютері на Wii, а потім гравець, який живе в місті в Animal Crossing міг отримати цей лист». В іншому інтерв'ю IGN Кацуя Егучі також обговорив, як його команда продовжує досліджувати потенційні способи використання переваги функції WiiConnect24, як-от дозвіл друзям відвідувати інші міста або залишати повідомлення, коли консоль перебуває в режимі очікування.

## Відгуки
| Агрегатор  | Оцінка               |
| ---------- | -------------------- |
| Metacritic | 73/100 (50 відгуків) |

| Видання        | Оцінка    |
| -------------- | --------- |
| 1Up.com        | C         |
| Famitsu        | 33/40     |
| Game Informer  | 7.5/10    |
| GameTrailers   | 7.2/10    |
| IGN            | 7.5/10    |
| Nintendo Life  | [ 18 ]    |
| Nintendo Power | 8/10      |
| X-Play         | 4/5 зірок |

Animal Crossing: City Folk отримала неоднозначні відгуки. Японський ігровий журнал Famitsu дав їй оцінку 33/40, що є нижчим за 37/40 оцінок її попередників, тоді як Nintendo Power поставили грі 8,0. IGN поставили грі 7,5/10, стверджуючи, що, «незважаючи на те, що дизайн гри правильний, вони вважали, що вона занадто схожа на своїх попередників, назвавши її поєднанням ігор GameCube та Nintendo DS». У 1UP.com гра отримала оцінку C, стверджуючи, що «City Folk здається втраченою можливістю покращити та покращити серію майже всіма можливими способами». X-Play поставили грі 4 із 5, похваливши ігровий процес і додавання Wii Speak, але вважаючи її надто схожою на попередні назви. Британський Official Nintendo Magazine дали грі 90 %, сказавши, що гра «повна чарівності Nintendo» і «ви будете грати в неї місяцями», але розкритикували гру як «недостатньо нову для ветеранів». Вона була нагороджена найкращою імітаційною грою для Wii від IGN у своїх нагородах за відеоігри 2008 року. IGN також номінував її на найкращу сімейну гру, та найкращу багатокористувацьку онлайн-гру. Тим часом GameSpot назвали її, як «Найменш покращений сиквел» року.
Станом на 4 січня 2009 року Animal Crossing: City Folk було продано 949 000 копій в Японії. Це була 10-та найбільш продавана гра в грудні 2008 року в Сполучених Штатах, продано понад 497 000 копій. Це також восьма найбільш продавана гра в Японії в 2009 році. Станом на травень 2009 року Animal Crossing: City Folk було продано 3,38 мільйона копій по всьому світу.